# Bubaque
Bubaque is een eiland van de Bissagoseilanden voor de kust van Guinee-Bissau in de Atlantische Oceaan. Het maakt deel uit van de regio Bolama en hierbinnen de sector Bubaque. Het eiland heeft 6.427 inwoners (volkstelling 2009). De hoofdplaats van het eiland wordt ook Bubaque genoemd en telt 4.299 inwoners (2009). Het eiland heeft een oppervlakte van 75 vierkante kilometer. Het is 13,6 km lang en tot 8 km breed.
Het eiland staat bekend om zijn wilde dieren en is zwaar bebost. Het is ook de plek waar het hoofdkantoor van het UNESCO-natuurreservaat is gevestigd, evenals een museum.

## Vervoer
Bubaque Airport, met een 1.210 m lange landingsbaan in gras, bedient het eiland, de verkeersleiding bevindt zich op de Luchthaven Osvaldo Viera Internationaal. Vanuit de haven van Bubaque vaart er een wekelijkse veerboot naar Bissau. Al het vervoer op het eiland zelf gebeurt per motor of te voet.